# Глебово (Захаровский сельсовет)
Глебово — деревня в Кичменгско-Городецком районе Вологодской области.
Входит в состав Городецкого сельского поселения (с 1 января 2006 года по 1 апреля 2013 года входила в Захаровское сельское поселение), с точки зрения административно-территориального деления — в Захаровский сельсовет.
Расстояние до районного центра Кичменгского Городка по автодороге составляет 13 км. Ближайшие населённые пункты — Захарово, Ваганово, Киркино.
Население по данным переписи 2002 года — 10 человек.